# صناعة الأدوية في سويسرا

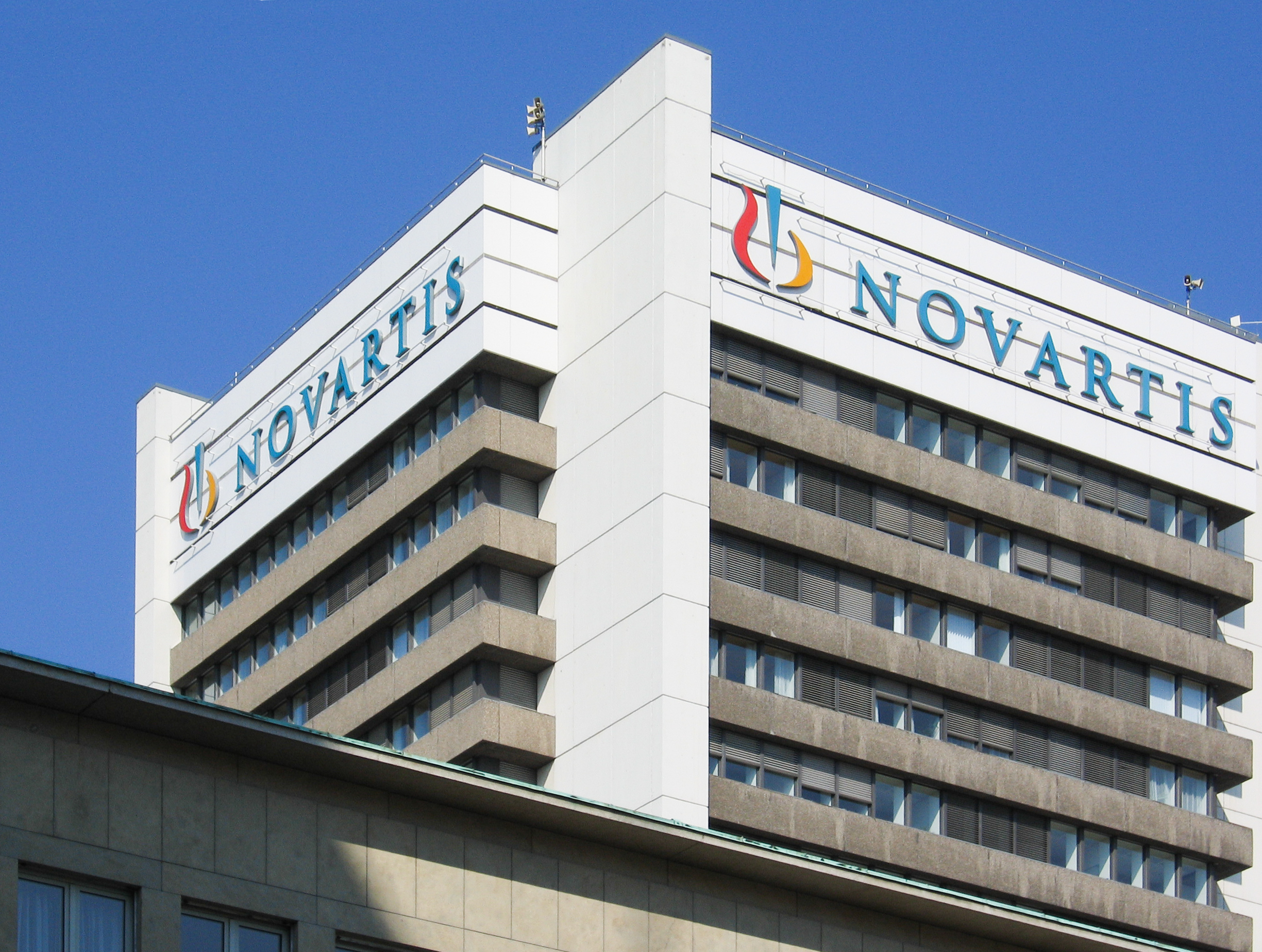
أجد مباني شركة نوفارتيس الكثيرة في بازل العاصمة

يعمل في صناعة الأدوية في سويسرا بشكل مباشر وغير مباشر حوالي 135000 شخص. تساهم صناعة الأدوية في الاقتصاد السويسري بنسبة 5.7٪ من الناتج المحلي الإجمالي وتساهم في 30٪ من صادرات البلاد. في عام 2017، كان حوالي 30٪ من الصادرات السويسرية (بقيمة 84.8 مليار دولار) منتجات كيميائية. في نفس العام، كانت سويسرا ثاني أكبر مصدر للأدوية المعبأة في العالم، بحوالي 11٪ من الإجمالي العالمي، بقيمة 36.5 مليار دولار.
تعد سويسرا موطنًا للعديد من شركات الأدوية، بما في ذلك مجموعات كبيرة جدًا، مثل نوفارتيس وهوفمان-لا روش. في عام 2013، كان هناك 41 شركة لعلوم الحياة مقرها الدولي (و 29 مقرًا إقليميًا آخر) في سويسرا.